# Filóstrato de Atenas
Lucio Flavio Filóstrato (en griego antiguo Φιλόστρατος Philostratos, en latín Lucius Flavius Philostratus), sofista griego (Lemnos c. 160/170 – c. 249), llamado Filóstrato de Atenas o Filóstrato el Ateniense. La investigación sobre este autor se ha visto dificultada ante la identidad de nombres de varios Filóstratos de la misma familia así como por la escasez y errores en las fuentes. A ello se añade la imprecisión en la atribución de las distintas obras así como en el número exacto de Filóstratos, que oscila entre dos y cinco. La cuestión dista de estar resuelta definitivamente.

## Biografía y obra
Probablemente hijo de sofista, dada la transmisión frecuente de dicha actividad en esa época entre padres e hijos. Se cita entre sus maestros a Proclo de Naucratis, Hipódromo de Larisa, Demiano de Éfeso y Antípatro de Hierápolis. Será posiblemente este último el introductor de Filóstrato en el círculo de la emperatriz siria Julia Domna, esposa de Septimio Severo. Debió colaborar en sus trabajos desde comienzos del siglo III, siendo precisamente la Vida de Apolonio un encargo en vida de la emperatriz. A la muerte de la emperatriz escribió un tratado titulado Vidas de los sofistas.
Se le atribuyen asimismo el Heroico, unas Cartas, un Gimnástico y unos Cuadros. Es quizá también autor de un diálogo titulado Nerón.